# Huangyan
Huangyan, även känt som Hwangyen, är ett stadsdistrikt i östra Kina, och tillhör Taizhous stad på prefekturnivå i provinsen Zhejiang. Den ligger omkring 200 kilometer sydost om provinshuvudstaden Hangzhou. Befolkningen uppgick till 564 120 invånare vid folkräkningen år 2000, varav 214 003 invånare bodde i staden Huangyan. En annan större ort i distriktet är Yuanqiao, med 65 313 invånare (2000).
Huangyan blev 1989 en stad på häradsnivå, men blev 1994 upptagen i den då nybildade Taizhous stad på prefekturnivå  som ett av dess stadsdistrikt. Vid samma tidpunkt delades Huangyan i två delar, där den östra delen bildade det nya distriktet Luqiao. Huangyan var år 2000 indelat i nio småstäder (zhen) och sju bydistrikt (xiang).